# Melonycteris woodfordi
Melonycteris woodfordi — вид рукокрилих, родини Криланових, ендемік Соломонових островів.

## Поширення, поведінка
Зустрічається від рівня моря до 1100 м над рівнем моря. Вид відомий з первинного тропічного лісу, але також часто зустрічається в порушених місцях проживання, включаючи вторинні ліси, сільські сади і кокосові плантації. Лаштує сідала в листі невеликими групами або поодинці.